# Castellero
Castellero (Castlé in piemontese) è un comune italiano di 294 abitanti della provincia di Asti in Piemonte.

## Storia
La famiglia dei Solaro nel 1312, appoggiati dai Provenzali di Ugo del Balzo, siniscalco di Roberto d'Angiò, occupano il castello di Agliano e, secondo il De Canis, sconfiggono i De Castello a Castellero, dove distruggono la rocca, tenuta dai Ghibellini Pulsavino. Da queste vicende appare evidente che il castello di Castellero rappresentava, durante le lotte civili medievali, una roccaforte anti-guelfa.

### Simboli
Stemma e gonfalone sono stati concessi con decreto del Presidente della Repubblica del 4 settembre 1997.
Il gonfalone è un drappo di bianco con la bordatura di azzurro.

## Monumenti e luoghi d'interesse

### Castello di Castellero

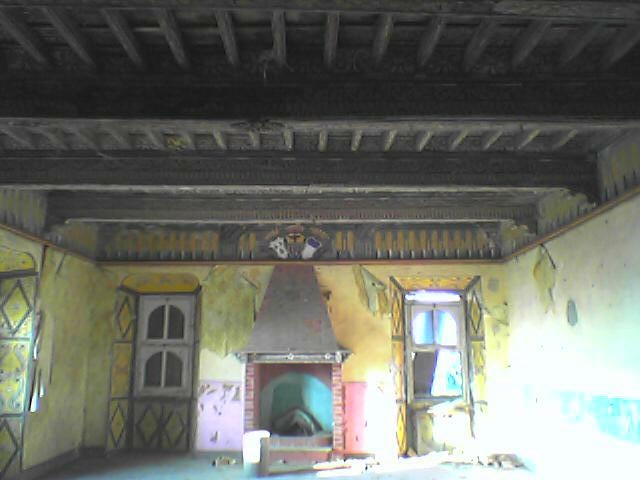
Interni del Castello di Castellero

Sulle rovine del piccolo castello coinvolto nelle vicende sanguinose del 1312 venne riedificata una fortezza che dalla precedente costruzione demolita prese il nome di Castellero, o “castellaro", termine talvolta usato per indicare un castello distrutto. Ciò nonostante, la ricostruzione è stata talmente accurata che il castello si presenta pieno di fascino e di interesse storico, artistico ed architettonico.
Poche, ma sicure tracce di questo periodo sono ancora rimaste nelle strutture dell'attuale castello: il fossato, ormai quasi scomparso, le finestrelle a strombatura pronunciata, un alto e spazioso ambiente a livello dello sperone esterno e della base della torre, che fa pensare al corpo di guardia; all'ampia volta a tutto sesto sono infissi i ganci a forma di ancora ai quali si appendevano le lampade.
L'edificio attuale denuncia le trasformazioni ed aggiunte successive nel corso dei secoli: gli interventi del Seicento e del Settecento, attribuiti in gran parte alla famiglia Ponte hanno realizzato una elegante dimora campestre che, come unica memoria di un passato bellicoso, conserva la torre. 
Di forma romboidale, alta 30 metri, in passato la torre terminava col tetto a tegole spioventi, ma all'inizio del Novecento il pericolo di un crollo consigliò di eliminare il tetto e la torre fu coronata di 10 merli rettangolari.
 
Nel 1961, in occasione di ulteriori riparazioni, i merli furono trasformati ed assunsero la forma a "coda di rondine".

## Società

### Evoluzione demografica
Abitanti censiti

### Etnie e minoranze straniere
Secondo i dati ISTAT al 1º gennaio 2013 la popolazione straniera residente era di 7 persone e rappresentano il 2.3% dell'intera popolazione residente.
Le nazionalità maggiormente rappresentate in base alla loro percentuale sul totale della popolazione straniera residente erano:
- Romania 2 (28.57%)
- Perù 2 (28.57%)
- Russia 1 (14.29%)
- Ucraina 1 (14.29%)
- Regno Unito 1 (14.29%)

## Amministrazione
Di seguito è presentata una tabella relativa alle amministrazioni che si sono succedute in questo comune.
| Periodo        | Periodo        | Primo cittadino   | Partito                             | Carica  | Note  |
| -------------- | -------------- | ----------------- | ----------------------------------- | ------- | ----- |
| 20 giugno 1985 | 7 giugno 1990  | Dante Gallo       | Lista civica                        | Sindaco | [ 7 ] |
| 7 giugno 1990  | 24 aprile 1995 | Dante Gallo       | Democrazia Cristiana                | Sindaco | [ 7 ] |
| 24 aprile 1995 | 14 giugno 1999 | Roberto Campia    | centro                              | Sindaco | [ 7 ] |
| 14 giugno 1999 | 14 giugno 2004 | Roberto Campia    | Lista civica                        | Sindaco | [ 7 ] |
| 14 giugno 2004 | 8 giugno 2009  | Francesco Villata | Lista civica                        | Sindaco | [ 7 ] |
| 8 giugno 2009  | 26 maggio 2014 | Roberto Campia    | Lista civica Insieme per Castellero | Sindaco | [ 7 ] |
| 26 maggio 2014 | 26 maggio 2019 | Roberto Campia    | Lista civica Insieme per Castellero | Sindaco | [ 7 ] |
| 26 maggio 2019 | 10 giugno 2024 | Roberto Campia    | Lista civica Insieme per Castellero | Sindaco | [ 7 ] |
| 10 giugno 2024 | in carica      | Roberto Campia    | Lista civica Impegno per Castellero | Sindaco | [ 7 ] |